# Денис Шефик
Денис Шефик (20. септембар 1976, Београд) бивши је ватерполо голман.

## Приватно
Денис је рођен у Београду. Отац Неша му је родом са Косова а мајка Ружица из Бање Луке. Одрастао је у блоку 63 а похађао је основну школу „Бранко Радичевић“ у блоку 45.
Оженио се 2003. са Јеленом и има сина Давида и ћерку Нину.

## Клупска каријера
Шефик је почео да тренира ватерполо са осам година у Црвеној звезди када је тренер био Ненад Василевски. Затим је направио кратку паузу, а када је Василевски постао тренер у Партизану, и он је касније кренуо за њим. Са црно-белима је био све до 1995. године, када прелази у Бечеј. Бранио је касније и за Јадран из Херцег Новог, Етникос, Будву и Ћивитавекију док се у Партизан враћао у два наврата.
У Црвену звезду је дошао 2012. године. У јануару 2014. постигао је победоносни гол са свог гола у последњој секунди Купа Србије доневши Црвеној звезди победу над Радничким.

## Репрезентација
За репрезентације СРЈ, СЦГ и Србије је одиграо 208 утакмица.
Проглашен је за најбољег голмана Европског првенства у Крању. У анкети дневног спортског листа Спорт проглашен је за најбољег спортисту Србије и Црне Горе 2004. године. На Олимпијским играма у Атини био је изабран у идеалну поставу шампионата. Са сломљеним прстом бранио је на СП у Барселони у полуфиналу против Италије.
На Европским првенствима је освојио три златне медаље – 2001. у Будимпешти, 2003. у Крању и 2006. године у Београду, као и злато на Светском шампионату у Монтреалу 2005. године. Поред тога је најсјајније медаље освајао у Светској лиги 2006. у Атини и 2008. у Ђенови, као и на Светском купу 2006. у Будимпешти. Сребрним медаљама се окитио на Светском првенству 2001. у Фукуоки, Олимпијским играма 2004. у Атини и Европском првенству 2008. у Малаги, као и два пута у Светској лиги 2004. у Лонг Бичу и 2005. у Београду. У великој колекцији има и бронзана медаља са Светског купа 2002. у Београду, шампионата света 2003. у Барселони и Олимпијских игара 2008.
Шефик је био у центру пажње јавности када се на Олимпијским играма 2008. године потукао са саиграчем из репрезентације Александром Шапићем који је том приликом сломио ногу. Након повратка из Пекинга, Шефик и Шапић су на конференцији за медије објавили да су се помирили.
Шефик је 2010. године добио пасош Црне Горе и пристао да игра за репрезентацију Црне Горе. За Црну Гору је наступао на по једном Европском и Светском првенству и на Олимпијским играма 2012. У јануару 2014. године у интервјуу за Вечерње новости, Шефик је изјавио да је направио грешку што је пристао да брани за Црну Гору, и да је све што је годинама стварао деградирао за те две године.

## Клупски успеси
- Евролига 2012/13. -  Шампион са Црвеном звездом
- Евролига 1998/99. - Финалиста са Бечејом
- Евролига 2003/04. - Финалиста са Јадраном
- Суперкуп Европе 2013. -  Победник са Црвеном звездом
- ЛЕН куп 2004/05. - Финалиста са Партизаном
- Првенство СР Југославије 1994/95. -  Шампион са Партизаном
- Првенство СР Југославије 1995/96, 1996/97, 1997/98. и 1998/99. -  Шампион са Бечејом
- Првенство Србије и Црне Горе 2002/03, 2003/04. и 2005/06. -  Шампион са Јадраном
- Првенство Црне Горе 2010/11. -  Шампион са Будвом
- Првенство Србије 2012/13. и 2013/14. -  Шампион са Црвеном звездом
- Куп СР Југославије 1992/93, 1993/94. и 1994/95. - Победник са Партизаном
- Куп СР Југославије 1995/96, 1996/97, 1997/98. и 1998/99. - Победник са Бечејом
- Куп Србије и Црне Горе 2003/04. и 2005/06. - Победник са Јадраном
- Куп Црне Горе 2008/09. и 2010/11. - Победник са Будвом
- Куп Србије 2012/13. и 2013/14. - Победник са Црвеном звездом